# Fuchsia brevilobis
Fuchsia brevilobis là một loài thực vật có hoa trong họ Anh thảo chiều. Loài này được P.E.Berry mô tả khoa học đầu tiên năm 1989.